# The Nut Job
The Nut Job (Nederlands: De notenkraak) is een Canadees-Zuid-Koreaans-Amerikaanse 3D-animatiefilm uit 2014 onder regie van Peter Lepeniotis. De film is gebaseerd op Surly Squirrel, een korte animatiefilm uit 2005.

## Verhaal
1959, Oaktan City. De eekhoorn Surly is van plan een winkel te beroven van zijn noten. Omdat hij een dergelijk project niet alleen aankan, roept hij de hulp van zijn vrienden in het park in om een plan te ontwikkelen.

## Stemverdeling
| Personage  | Originele stem    | Nederlandse stem      | Vlaamse stem    |
| ---------- | ----------------- | --------------------- | --------------- |
| Surly      | Will Arnett       | Charly Luske          | Koen De Graeve  |
| Grayson    | Brendan Fraser    | Tony Neef             |                 |
| Raccoon    | Liam Neeson       | Aart Staartjes        |                 |
| Andie      | Katherine Heigl   | Birgit Schuurman      | Maaike Cafmeyer |
| King       | Stephen Lang      | Pim Vosmaer           |                 |
| Lana       | Sarah Gadon       | Gaby Blaaser          |                 |
| Precious   | Maya Rudolph      | Thijs van Aken        |                 |
| Mole       | Jeff Dunham       | Johnny Kraaijkamp jr. |                 |
| Jimmy      | Joe Pingue        | Stephan Evenblij      |                 |
| Johnny     | Christian Potenza | Frank Evenblij        |                 |
| Jamie      | Stacey DePass     | Vajèn van den Bosch   |                 |
| Redline    | Robert Tinkler    | Enzo Knol             |                 |
| Lucky      | Scott Yaphe       | Fred Meijer           |                 |
| Girl Scout | Julie Lemieux     | Kim Feenstra          |                 |

## Productie
De film ontving overwegend negatieve kritieken van de filmcritici, met een score van 10% op Rotten Tomatoes maar deed het wel goed aan de kassa, met een opbrengst van 64.251.541 US$ in Noord-Amerika en 48.491.709 US$ in de rest van de wereld. De film won de publieksprijs voor beste langspeelfilm voor kinderen op Anima 2015, het internationaal animatiefilmfestival in Brussel en werd genomineerd voor Best Sound Editing – Feature Film op de Directors Guild of Canada Awards 2014 en won de prijs voor beste montage in de categorie animatie op de Canadian Cinema Editors Awards 2014. Op 23 januari 2014 werd aangekondigd dat er een sequel met de titel The Nut Job 2 zal verschijnen op 15 januari 2016.